# Tarja Preta (álbum de Zé Neto & Cristiano)
Tarja Preta é um álbum ao vivo da dupla sertaneja brasileira Zé Neto & Cristiano, lançado pela gravadora Som Livre em outubro de 2022.

## Antecedentes
Por conta da pandemia de COVID-19 no Brasil, o álbum anterior da dupla, chamado Chaaama, teve que ser gravado sem participação do público. A experiência agradou a dupla, que tinha sofrido prejuízos financeiros por não promover Por Mais Beijos ao Vivo (2020) em turnê. Na época, Zé Neto disse em entrevista a Folha de S.Paulo que fazer um trabalho mais modesto foi um "aprendizado que o menos é mais".
Apesar disso, o período de lançamento de Chaaama foi turbulento pela dupla, sobretudo por um quase acidente de avião que os músicos escaparam e, logo depois, a morte da cantora Marília Mendonça em um acidente semelhante ao que a dupla escapou semanas antes. Deprimido, Zé Neto se recolheu, enquanto Cristiano acompanhou o funeral. Além disso, Zé Neto também encarou um vício em cigarro eletrônico e fez um tratamento contra uma doença pulmonar que prejudicava sua voz.
Após a recuperação, Zé Neto chegou a dizer, em entrevista dada para Léo Dias, que estava melhor vocalmente como nunca.

## Gravação
Na expectativa de retorno após pandemia, a dupla anunciou a gravação de Tarja Preta ao vivo para 21 de janeiro de 2022 em Valinhos, no interior de São Paulo. No entanto, com a piora da pandemia, o governo de São Paulo determinou em decreto a redução de 30% do público de shows. Com isso, a gravação foi adiada e, mais uma vez, a dupla decidiu fazer um registro mais modesto, como Chaaama.
Tarja Preta foi gravado com produção do tecladista Dudu Oliveira e teve repertório predominantemente inédito, exceto a regravação de "Waze Falou". Diferentemente do trabalho anterior, em que a dupla chegou a flertar com a pisadinha, o projeto trouxe a dupla mais centrada na música sertaneja, com influências da bachata.

## Projeto gráfico
Tarja Preta foi lançado inicialmente em partes, com um single triplo apresentado ainda em janeiro de 2022. Na ocasião, a capa apresentava a simulação de uma imagem tridimensional de caixa de remédio. A escolha foi elogiada pelo crítico musical Mauro Ferreira, que a considerou uma "capa graciosa". A versão definitiva, por sua vez, focou apenas na fotografia da dupla.

## Lançamento
A edição completa de Tarja Preta foi lançada em outubro de 2022 pela gravadora brasileira Som Livre. Como música de trabalho da versão completa, foi escolhida a música "Alimentando Vontade".

## Faixas
1. "Alimentando Vontade"
2. "Batendo o Dente"
3. "Melhor Ser uma Saudade"
4. "Número Restrito"
5. "Você não Merece"
6. "Beijou Meia Cidade"
7. "Waze Falou"
8. "Pior dos Piores"